# Saint-Romphaire
Saint-Romphaire és un municipi francès situat al departament de la Manche i a la regió de Normandia. L'any 2007 tenia 728 habitants.

## Demografia

### Població
El 2007 la població de fet de Saint-Romphaire era de 728 persones. Hi havia 272 famílies de les quals 48 eren unipersonals (28 homes vivint sols i 20 dones vivint soles), 101 parelles sense fills, 111 parelles amb fills i 12 famílies monoparentals amb fills.
La població ha evolucionat segons el següent gràfic:
Habitants censats

### Habitatges
El 2007 hi havia 310 habitatges, 286 eren l'habitatge principal de la família, 13 eren segones residències i 11 estaven desocupats. 308 eren cases i 1 era un apartament. Dels 286 habitatges principals, 233 estaven ocupats pels seus propietaris, 51 estaven llogats i ocupats pels llogaters i 2 estaven cedits a títol gratuït; 2 tenien una cambra, 8 en tenien dues, 35 en tenien tres, 76 en tenien quatre i 164 en tenien cinc o més. 230 habitatges disposaven pel capbaix d'una plaça de pàrquing. A 107 habitatges hi havia un automòbil i a 154 n'hi havia dos o més.

### Piràmide de població
La piràmide de població per edats i sexe el 2009 era:
| Homes | Edats   | Dones |
| ----- | ------- | ----- |
| 0     | 95 o +  | 0     |
| 0     | 90 a 94 | 0     |
| 8     | 85 a 89 | 4     |
| 4     | 80 a 84 | 8     |
| 4     | 75 a 79 | 28    |
| 8     | 70 a 74 | 4     |
| 24    | 65 a 69 | 24    |
| 8     | 60 a 64 | 16    |
| 20    | 55 a 59 | 16    |
| 20    | 50 a 54 | 24    |
| 36    | 45 a 49 | 32    |
| 24    | 40 a 44 | 12    |
| 16    | 35 a 39 | 24    |
| 16    | 30 a 34 | 0     |
| 24    | 25 a 29 | 28    |
| 12    | 20 a 24 | 16    |
| 20    | 15 a 19 | 20    |
| 16    | 10 a 14 | 12    |
| 8     | 5 a 9   | 8     |
| 16    | 0 a 4   | 8     |

## Economia
El 2007 la població en edat de treballar era de 461 persones, 361 eren actives i 100 eren inactives. De les 361 persones actives 341 estaven ocupades (185 homes i 156 dones) i 20 estaven aturades (8 homes i 12 dones). De les 100 persones inactives 49 estaven jubilades, 30 estaven estudiant i 21 estaven classificades com a «altres inactius».

### Ingressos
El 2009 a Saint-Romphaire hi havia 292 unitats fiscals que integraven 744,5 persones, la mediana anual d'ingressos fiscals per persona era de 17.746 €.

### Activitats econòmiques
Dels 13 establiments que hi havia el 2007, 1 era d'una empresa alimentària, 4 d'empreses de construcció, 4 d'empreses de comerç i reparació d'automòbils, 1 d'una empresa d'hostatgeria i restauració, 1 d'una empresa immobiliària, 1 d'una empresa de serveis i 1 d'una entitat de l'administració pública.
Dels 4 establiments de servei als particulars que hi havia el 2009, 1 era un paleta, 2 fusteries i 1 lampisteria.
L'únic establiment comercial que hi havia el 2009 era una fleca.
L'any 2000 a Saint-Romphaire hi havia 50 explotacions agrícoles que ocupaven un total de 800 hectàrees.

## Equipaments sanitaris i escolars
El 2009 hi havia una escola elemental integrada dins d'un grup escolar amb les comunes properes formant una escola dispersa.

## Poblacions més properes
El següent diagrama mostra les poblacions més properes.